# Chilpancingo de los Bravo
Chilpancingo de los Bravo (gọi ngắn gọn là Chilpancingo; phát âm tiếng Tây Ban Nha: [tʃilpanˈsiŋɡo] ⓘ) là thủ phủ và thành phố đông dân thứ nhì bang Guerrero, México. Năm 2010, thành phố có dân số 187.251 người. Municipio Chilpancingo de los Bravo có diện tích 2.338,4 km2 (902,9 dặm vuông Anh), nằm trên dãy Sierra Madre del Sur, bên cạnh sông Huacapa. Chạy qua thành phố là quốc lộ Liên bang 95 nối Acapulco với thành phố México. Sân bay quốc tế Chilpancingo, một trong năm sân bay của bang, nằm ở đây.

## Lịch sử
Thời tiền Colombo, vùng này là lãnh địa người Olmec, những người đã xây hệ thống đường hầm, và để lại tranh tường trong hang Juxtlahuaca. Thành phố Chilpancingo được Conquistador lập nên ngày 1 tháng 11, 1591. Trong chiến tranh giành độc lập, Chilpancingo đóng vài trò quan trọng trong cuộc nổi dậy do người dân nơi đây chủ động tham chiến, trở thành một cứ điểm quan trọng cho hoạt động quân cư ở miền nam. Chilpancingo là nơi quốc hội họp mặt dưới sự chủ trì của José María Morelos y Pavón năm 1813 trong cuộc chiến tranh giành độc lập.
Tướng Nicolás Catalán, chồng nữ anh hùng Antonia Nava de Catalán, trở thành Tư lệnh Guerrero ngày 24 tháng 1, 1828. Gia đình họ dời đến Chilpancingo, cũng là nơi hai người qua đời.
Năm 1853, Chilpancingo trở thành thủ phủ tạm thời của bang, do dịch bệnh hoành hành ở thủ phủ đương thời Tixtla. Năm 1870, thống đốc Francisco O. Arce chọn Chilpancingo làm thủ phủ tạm, do phe đối lập dẫn đầu bởi tướng Jimenez nắm giữ chính quyền ở Tixtla. 

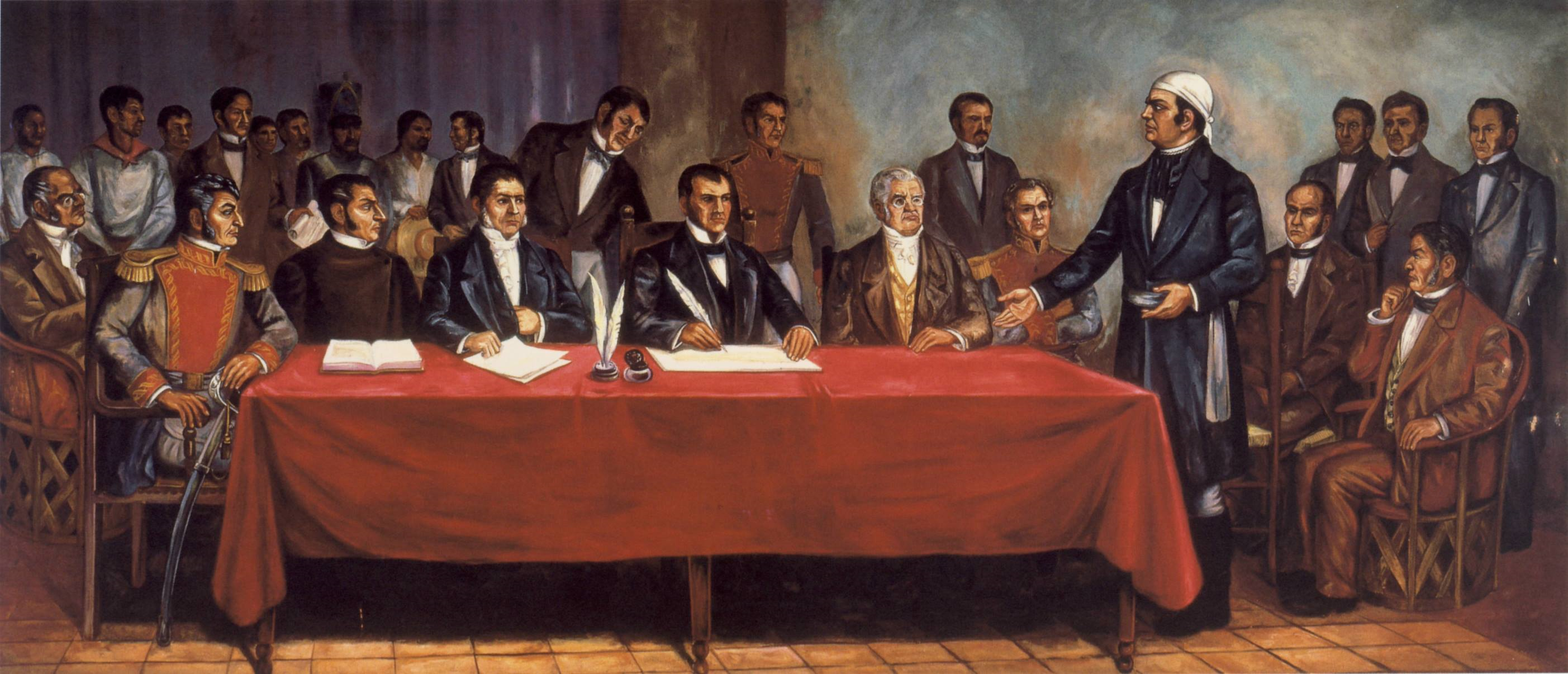

Trong cuộc cách mạng México, Chilpancingo trở nên rối loạn, do sự quan trọng chính trị với các phe. Thập niên 1910, có những trận chiến nổ ra trong vùng gần thành phố. Emiliano Zapata đánh bại lực lượng liên bang của Porfirio Diaz, Francisco I. Madero, Victoriano Huerta và Venustiano Carranza. Lực lượng miền nam của Huerta lãnh thêm một trận thua lớn vào tháng 3-4, 1914; quân Zapatistas chiếm thành phố cho tới khi Hội nghị Hiến pháp diễn ra.
Năm 1960, thành phố đối mặt một cuộc khủng hoảng xã hội nặng nề do phong trào sinh viên ở Đại học Tự trị Guerrero. Mục đích chính là nhằm giảm bớt quyền lực chính quyền bang, giành lại sự tự trị. Ngày 27 tháng 4, 2009, một vụ động đất 5,6 độ xảy ra với tâm chấn gần Chilpancingo.

## Địa lý

### Khí hậu
| Dữ liệu khí hậu của Chilpancingo (1951–2010)                 | Dữ liệu khí hậu của Chilpancingo (1951–2010) | Dữ liệu khí hậu của Chilpancingo (1951–2010) | Dữ liệu khí hậu của Chilpancingo (1951–2010) | Dữ liệu khí hậu của Chilpancingo (1951–2010) | Dữ liệu khí hậu của Chilpancingo (1951–2010) | Dữ liệu khí hậu của Chilpancingo (1951–2010) | Dữ liệu khí hậu của Chilpancingo (1951–2010) | Dữ liệu khí hậu của Chilpancingo (1951–2010) | Dữ liệu khí hậu của Chilpancingo (1951–2010) | Dữ liệu khí hậu của Chilpancingo (1951–2010) | Dữ liệu khí hậu của Chilpancingo (1951–2010) | Dữ liệu khí hậu của Chilpancingo (1951–2010) | Dữ liệu khí hậu của Chilpancingo (1951–2010) |
| Tháng                                                        | 1                                            | 2                                            | 3                                            | 4                                            | 5                                            | 6                                            | 7                                            | 8                                            | 9                                            | 10                                           | 11                                           | 12                                           | Năm                                          |
| ------------------------------------------------------------ | -------------------------------------------- | -------------------------------------------- | -------------------------------------------- | -------------------------------------------- | -------------------------------------------- | -------------------------------------------- | -------------------------------------------- | -------------------------------------------- | -------------------------------------------- | -------------------------------------------- | -------------------------------------------- | -------------------------------------------- | -------------------------------------------- |
| Cao kỉ lục °C (°F)                                           | 35.0 (95.0)                                  | 35.0 (95.0)                                  | 37.0 (98.6)                                  | 38.2 (100.8)                                 | 39.0 (102.2)                                 | 37.5 (99.5)                                  | 37.0 (98.6)                                  | 35.5 (95.9)                                  | 34.0 (93.2)                                  | 34.0 (93.2)                                  | 34.0 (93.2)                                  | 32.5 (90.5)                                  | 39.0 (102.2)                                 |
| Trung bình ngày tối đa °C (°F)                               | 27.9 (82.2)                                  | 28.6 (83.5)                                  | 30.2 (86.4)                                  | 31.2 (88.2)                                  | 31.3 (88.3)                                  | 28.9 (84.0)                                  | 27.9 (82.2)                                  | 28.3 (82.9)                                  | 27.6 (81.7)                                  | 28.1 (82.6)                                  | 28.3 (82.9)                                  | 27.7 (81.9)                                  | 28.8 (83.8)                                  |
| Trung bình ngày °C (°F)                                      | 19.5 (67.1)                                  | 20.2 (68.4)                                  | 21.5 (70.7)                                  | 23.1 (73.6)                                  | 24.0 (75.2)                                  | 23.2 (73.8)                                  | 22.5 (72.5)                                  | 22.7 (72.9)                                  | 22.3 (72.1)                                  | 22.1 (71.8)                                  | 21.2 (70.2)                                  | 19.8 (67.6)                                  | 21.8 (71.2)                                  |
| Tối thiểu trung bình ngày °C (°F)                            | 11.1 (52.0)                                  | 11.8 (53.2)                                  | 12.9 (55.2)                                  | 14.9 (58.8)                                  | 16.6 (61.9)                                  | 17.5 (63.5)                                  | 17.0 (62.6)                                  | 17.0 (62.6)                                  | 16.9 (62.4)                                  | 16.0 (60.8)                                  | 14.0 (57.2)                                  | 11.9 (53.4)                                  | 14.8 (58.6)                                  |
| Thấp kỉ lục °C (°F)                                          | 2.0 (35.6)                                   | 2.0 (35.6)                                   | 1.5 (34.7)                                   | 9.0 (48.2)                                   | 8.5 (47.3)                                   | 10.5 (50.9)                                  | 11.0 (51.8)                                  | 12.0 (53.6)                                  | 10.0 (50.0)                                  | 9.0 (48.2)                                   | 5.5 (41.9)                                   | 4.0 (39.2)                                   | 1.5 (34.7)                                   |
| Lượng Giáng thủy trung bình mm (inches)                      | 17.8 (0.70)                                  | 3.1 (0.12)                                   | 2.8 (0.11)                                   | 17.2 (0.68)                                  | 63.1 (2.48)                                  | 162.4 (6.39)                                 | 191.1 (7.52)                                 | 152.7 (6.01)                                 | 165.8 (6.53)                                 | 78.1 (3.07)                                  | 16.9 (0.67)                                  | 2.8 (0.11)                                   | 873.8 (34.40)                                |
| Số ngày giáng thủy trung bình (≥ 0.1 mm)                     | 1.4                                          | 0.9                                          | 0.6                                          | 1.9                                          | 6.6                                          | 16.1                                         | 21.1                                         | 19.1                                         | 18.2                                         | 9.1                                          | 2.0                                          | 0.8                                          | 97.8                                         |
| Độ ẩm tương đối trung bình (%)                               | 75                                           | 73                                           | 70                                           | 69                                           | 73                                           | 82                                           | 84                                           | 84                                           | 87                                           | 82                                           | 78                                           | 76                                           | 77                                           |
| Số giờ nắng trung bình tháng                                 | 213.9                                        | 211.9                                        | 232.5                                        | 195.0                                        | 176.7                                        | 147.0                                        | 164.3                                        | 170.5                                        | 135.0                                        | 179.8                                        | 198.0                                        | 201.5                                        | 2.226,1                                      |
| Nguồn 1: Servicio Meteorológico Nacional                     |                                              |                                              |                                              |                                              |                                              |                                              |                                              |                                              |                                              |                                              |                                              |                                              |                                              |
| Nguồn 2: Deutscher Wetterdienst (sun and humidity 1941–1970) |                                              |                                              |                                              |                                              |                                              |                                              |                                              |                                              |                                              |                                              |                                              |                                              |                                              |

## Thành phố kết nghĩa
- Pleasant Hill, California, Hoa Kỳ
- Thành phố Cavite, Philippines